# Christian Schrøder
Christian Schrøder (13 de julio de 1869 – 10 de diciembre de 1940) fue un actor, guionista y director cinematográfico de nacionalidad danesa, activo principalmente en la época del cine mudo.

## Biografía
Nacido en Middelfart, Dinamarca, debutó sobre los escenarios en 1897 en el Dagmarteatret, actuando después en el Folketeatret en la temporada 1899- 1900, y más tarde en el Casino, el Nørrebros Teater, el Cirkus Varieté y el Sønderbros Teater.
Se inició en el cine mudo en 1910, actuando para Nordisk Film hasta cerca de 1920. Aunque principalmente fue actor, también dirigió algunas películas en 1912-1913 y escribió guiones. Como actor trabajó principalmente en comedias, entre ellas algunas protagonizadas por Harald Madsen y Carl Schenstrøm . También trabajó en varios largometrajes sonoros, actuando por última vez en 1940, poco antes de su muerte.
Christian Schrøder se casó el 5 de diciembre de 1900 bcon Maren Caroline Pedersen en Copenhague. El actor falleció el 10 de diciembre de 1940 en esa ciudad, y fue enterrado en el Cementerio Bispebjerg Kirkegård.

## Filmografía

### Actor
- 1910 : Kean, de Holger Rasmussen
- 1910 : Fabian renser Kakkelovn
- 1910 : Soldatens glade Liv
- 1911 : Christian Schrøder i Panoptikon
- 1912 : Dødsangstens Maskespil, de Eduard Schnedler-Sørensen
- 1912 : Dr. Gar el Hamas Flugt, de Eduard Schnedler-Sørensen
- 1912 : Uden Nattegn, de Christian Schrøder
- 1912 : Bagtalelsens Gift, de Valdemar Hansen
- 1912 : Den sorte Kansler, de August Blom
- 1912 : Den kære Afdøde, de Eduard Schnedler-Sørensen
- 1912 : Manegens Stjerne, de Leo Tscherning
- 1912 : Springdykkeren, de Robert Dinesen
- 1912 : Oscar Stribolt som impresario; som Vidunderbarn
- 1912 : Christian Schrøder som Don Juan
- 1912 : Hans første Honorar, de August Blom
- 1912 : Et Hjerte af Guld, de August Blom
- 1912 : Naar Kærligheden dør
- 1912 : Shanghai'et, de Eduard Schnedler-Sørensen
- 1913 : Atlantis, de August Blom
- 1913 : Den tredje Magt, de August Blom
- 1913 : Gøglerens Datter, de Leo Tscherning
- 1913 : Ægteskabets tornefulde Vej, de Sofus Wolder
- 1913 : Den hvide Dame, de Holger-Madsen
- 1913 : En farlig Forbryder, de August Blom
- 1913 : Pressens Magt, de August Blom
- 1913 : Ramasjang i Kantonnementet
- 1913 : Amor paa Spil
- 1913 : Privatdetektivens Offer, de Sofus Wolder
- 1913 : Christian Schrøder som Lejetjener
- 1913 : En Skipperløgn, de Eduard Schnedler-Sørensen
- 1913 : Ballettens Datter, de Holger-Madsen
- 1913 : Karnevallets Hemmelighed, de Leo Tscherning
- 1914 : Perlehalsbaandet, de Sofus Wolder
- 1914 :  Søndagsjægerens Jagtæventyr, de Eduard Schnedler-Sørensen
- 1914 : Den kulørte Slavehandler, de Lau Lauritzen Sr.
- 1914 : Det gamle Fyrtaarn, de A.W. Sandberg
- 1914 : Snustobaksdaasen, de Sofus Wolder
- 1914 : Fangens Søn, de Hjalmar Davidsen
- 1914 : Under falsk Flag, de Sofus Wolder
- 1914 : Jens Daglykke, de Sofus Wolder
- 1915 : Paa de vilde Vover, de A.W. Sandberg
- 1915 : 500 Kroner inden Lørdag, de Holger-Madsen
- 1915 : Zigøjnerblod, de Robert Dinesen
- 1915 : Carl Alstrups Kærlighed paa Aktier, de Lau Lauritzen Sr.
- 1915 : En Skilsmisse, de Lau Lauritzen Sr.
- 1915 : En Kone søges, de Lau Lauritzen Sr.
- 1915 : Helten fra Østafrika, de Lau Lauritzen Sr.
- 1915 : Flyttedags-Kvaler, de Lau Lauritzen Sr.
- 1915 : Hr. Petersens Debut, de Alfred Cohn
- 1915 : Kvinden han frelste, de Robert Dinesen
- 1915 : Hjertefejlen, de Lau Lauritzen Sr.
- 1915 : Morderen, de Sofus Wolder
- 1916 : Midnatssolen, de Robert Dinesen
- 1916 : En dejlig Dag, de Lau Lauritzen Sr.
- 1916 : Konfetti, de Lau Lauritzen Sr.
- 1916 : Hønseministerens Besøg, de Lau Lauritzen Sr.
- 1916 : Det bertillonske System, de Lau Lauritzen Sr.
- 1916 : Studentens glade Liv, de Lau Lauritzen Sr.
- 1916 : Penge, de Karl Mantzius
- 1916 : Arvetanten, de Lau Lauritzen Sr.
- 1916 : Sommer-Kærlighed, de Lau Lauritzen Sr.
- 1916 : En nydelig Onkel, de Lau Lauritzen Sr.
- 1916 : En uheldig Skygge, de Lau Lauritzen Sr.
- 1917 : Den ny Kokkepige, de Lau Lauritzen Sr.
- 1917 : Et livligt Pensionat, de Lau Lauritzen Sr.
- 1917 : Expeditricen fra Østergade, de A.W. Sandberg
- 1917 : Amors Hjælpetropper, de Hjalmar Davidsen
- 1919 : Grevindens Ære, de August Blom
- 1919 : Nellys Riddere, de Lau Lauritzen Sr.
- 1919 : En ung mans väg, de Carl Barcklind
- 1920 : Den fattige Millionær, de Lau Lauritzen Sr.
- 1920 : Kærlighed og Overtro, de Lau Lauritzen Sr.
- 1926 : Don Quixote, de Lau Lauritzen Sr.
- 1926 : Dødsbokseren, de Lau Lauritzen Sr.
- 1926 : Ulvejægerne, de Lau Lauritzen Sr.
- 1926 : Lykkehjulet, de Urban Gad
- 1927 : Vester-Vov-Vov, de Lau Lauritzen Sr.
- 1928 : Jokeren, de Georg Jacoby
- 1928 : Kraft og Skønhed, de Lau Lauritzen Sr.
- 1929 : Hallo! Afrika forude!, de Lau Lauritzen Sr.
- 1930 : Hr. Tell og Søn, de Lau Lauritzen Sr.
- 1930 : Pas paa Pigerne, de Lau Lauritzen Sr.
- 1931 : I kantonnement, de Lau Lauritzen Sr.
- 1932 : Han, hun og Hamlet, de Lau Lauritzen Sr.
- 1933 : Med fuld musik, de Lau Lauritzen Sr.
- 1933 : Københavnere, de Lau Lauritzen Sr.
- 1934 : 7-9-13, de A.W. Sandberg
- 1934 : Ud i den kolde sne, de Lau Lauritzen Jr. y Alice O'Fredericks
- 1935 : Week-End, de Alice O’Fredericks y Lau Lauritzen Jr.
- 1935 : Fange nr. 1, de Paul Fejos
- 1935 : Kidnapped, de Alice O’Fredericks y Lau Lauritzen Jr.
- 1939 : En lille tilfældighed, de Johan Jacobsen
- 1940 : I de gode gamle dage, de Johan Jacobsen

### Guionista
- 1912 : Uden Nattegn
- 1912 : Den sorte Kansler, de August Blom
- 1912 : Indbruddet hos Skuespillerinden, de Eduard Schnedler-Sørensen
- 1912 : Christian Schrøder som Don Juan
- 1913 : Den fremmede Tjener, de Eduard Schnedler-Sørensen
- 1913 : Gøglerens Datter, de Leo Tscherning
- 1913 : Loppen
- 1913 : Christian Schrøder som Lejetjener
- 1913 : En Skipperløgn, de Eduard Schnedler-Sørensen
- 1914 : Søvngængersken, de Holger-Madsen
- 1915 : Zigøjnerblod, de Robert Dinesen
- 1916 : Studentens glade Liv, de Lau Lauritzen Sr.
- 1913 : Den tapre Jacob, de Sofus Wolder

### Director
- 1912 : Uden Nattegn
- 1912 : Brudegaven
- 1912 : Christian Schrøder som Don Juan
- 1912 : Koleraen
- 1913 : Hvor er Pelle?
- 1913 : Professor Buchs Rejseeventyr
- 1913 : Sladder
- 1913 : Frederik Buch som Soldat
- 1913 : Lægens Bryllupsaften
- 1913 : Ramasjang i Kantonnementet
- 1913 : Loppen
- 1913 : Christian Schrøder som Lejetjener
- 1913 : Amor paa Spil